# Frode Thingnæs
Frode Thingnæs (Nore, 20 mei 1940 - Oslo, 15 november 2012) was een Noors componist, dirigent en (jazz-)trombonist.

## Levensloop
Thingnæs begon in 1948 als trompettist in het Sinsen skolekorps (Schoolharmonieorkest van Sinsen) en wisselde in 1953 naar trombone. Later studeerde hij bij Palmer Traulsen (1913-1975) aan Det Kongelige Danske Musikkonservatorium (DKDM) in Kopenhagen. Traulsen was de in Scandinavië toonaangevende trombonist en trombone-instructeur met een rijke muzikale achtergrond in jazzorkesten, maar ook in symfonische orkesten zoals in de Koninklijke militaire muziekkapel en het Tivoli Concertzaal-orkest. 
Thingnæs speelde vanaf 1959 in jazzbands onder leiding van Bjørn Jacobsen, Gunnar Brostigen, Mikkel Flagstad en Kjell Karlsen. In 1960 richtte hij een eigen jazzkwintet op en met deze groep nam hij in 1963 de eerste jazz-langspeelplaat in Noorwegen op. In deze groep hebben in de loop van de jaren verschillende muzikanten meegewerkt zoals Egil Kapstad, Terje Rypdal, Laila Dalseth, Espen Rud, Bjorn Alterhaug en Per Husby. Hij werd kapelmeester van het Chat Noir in 1960 en was verder werkzaam in de Count Basie-storbandet. 
In 1974 en 1976 was hij componist van de Noorse bijdragen Hvor er du? en Mata Hari voor het Eurovisiesongfestival samen met de tekstdichter Philip A. Kruse en beide uitgevoerd door zijn voormalige echtgenote Anne-Karine Strøm. Maar hij werkte ook met andere zangeressen en zangers in het genre van de popmuziek samen zoals Wencke Myhre, Lill Lindfors en Svante Thuresson. 
Thingnæs was ook gast-dirigent van het Forsvarets Stabsmusikkorps en was verder sinds 35 jaar dirigent van het harmonieorkest Kampen Janitsjarorkester. 
Als componist schreef hij werken voor jazz maar ook voor orkest en harmonieorkesten. 

## Composities

### Werken voor harmonieorkest
- 1983 Flåklypaballetten : På konsert med Ludvig og Solan
- 1985 Sonnets to Sundry Notes of Music, voor gemengd koor, bigband en harmonieorkest - tekst: William Shakespeare
- 1987 Song for Michael - To be or not Tuba, voor tuba solo en harmonieorkest
- 1993 Klovnen, kleine suite voor cornet solo en harmonieorkest 
  1. Allegro moderato
  2. Andante
  3. Allegro
- 2008 The Kavli Prize Opening, fanfare voor harmonieorkest
- 3 Pieces for horn, voor hoorn solo en harmonieorkest
  1. Bossa
  2. Jazzy
  3. Robot Dance
- Artilleriets Jubileumsmarsj
- BFO's Jubileumsmarsj
- Bird of beauty
- Bossa til Høsten - Bossa for all
- Catch that Train
- Cha Cha del Sol
- Concertino, voor tuba en harmonieorkest
- Daydream
- Fra norske musikkspill
- Her kommer livets Glade gutter, voor gemengd koor en harmonieorkest - tekst: van de componist
- Humpety Jump
- Joggin' the Blues
- Konsert, voor marimba en harmonieorkest
- Luftforsvarets Jubileumsmarsj
- Moonlight serenade
- Musik skall byggas ut av gledje
- Nadias Tema
- New Orleans
- Norsk Politimarsj
- Once upon a theme there was a little
- Olsen Banden
- Pas des deux
- Peace Please
- Pine Walk March
- Sne
- Solan Gundersens Honnørmarsj
- Some other Time
- S/S Norway
- Tu be, or not Tuba!
- Yeah! Another Blues

### Muziektheater

#### Balletten
| Voltooid in | titel             | aktes | première                     | libretto | choreografie |
| ----------- | ----------------- | ----- | ---------------------------- | -------- | ------------ |
| 1982        | Flåklypaballetten |       | 1985, Oslo, Den Norske Opera |          |              |

### Vocale muziek

#### Liederen
- 1974 Hvor er du, voor zangstem en orkest - tekst: Philip A. Kruse
- 1976 Mata hari, voor zangstem en orkest - tekst: Philip A. Kruse
- Teater, voor zangstem en piano - tekst: Gudny Hagen
- Vi lager noe, voor zangstem en piano - tekst: Gudny Hagen

### Kamermuziek
- 1989 Liten konsert, voor marimba en piano

### Werken voor bigband
- 1974 Feelin 'All Right
- 1978 Night sounds
- 1978 Soapy Crow
- 1979 It Just Happened
- 1980 Direct to dish
- 1981 Queen Python
- 1987 Dølajazz-suite
- 1988 Second Jazz-suite
- Fonebone
- Gentle
- Samba d'Orfeu
- Samba loco
- "Strollin'"
- Til Atom
- Wheels

### Filmmuziek
- Line